# Ameet
AMEET – polskie wydawnictwo z siedzibą w Łodzi, założone w 1991.  

## O wydawnictwie
Wydawnictwo zostało założone w 1991, początkowo w celu publikacji książek edukacyjnych dla dzieci w wieku przedszkolnym oraz wczesnoszkolnym. Z czasem zakres publikacji powiększał się. Firma zaczęła współpracować z zagranicznymi przedsiębiorstwami, m.in. z Lego, The Walt Disney Company, Mattel czy Nickelodeon. Zaowocowało to uzyskaniem licencji i możliwością publikacji serii książek dla dzieci i młodzieży ze znanymi bajkowymi oraz filmowymi postaciami, jak np. Myszka Miki, Ben 10, Spongebob, Barbie, Atomówki, postaciami z serii Gwiezdnych wojen, Krainy lodu itp. Aktualnie, książki publikowane przez wydawnictwo obejmują szeroki zakres, do którego należą m.in. literatura dziecięca i dla młodzieży, książki edukacyjne, interaktywne, albumy, komiksy, encyklopedie, słowniki czy audiobooki.
Wydawnictwo aktywnie uczestniczy w wielu wydarzeniach związanych z rynkiem książki oraz edukacją i wychowywaniem dzieci. Jedną z inicjatyw prowadzonych przez przedsiębiorstwo jest strona na Facebooku „1 Fabryka Pomysłów”, mająca promować kreatywny sposób spędzania czasu z dziećmi.